# Xã Jeffersonville, Quận Clark, Indiana
Xã Jeffersonville (tiếng Anh: Jeffersonville Township) là một xã thuộc quận Clark, tiểu bang Indiana, Hoa Kỳ. Năm 2010, dân số của xã này là 59.062 người.